# آلان دينهارت
آلان دينهارت (بالإنجليزية: Alan Dinehart)‏ مواليد 3 أكتوبر 1889 في سانت بول، الولايات المتحدة - الوفاة 18 يوليو 1944 في هوليوود، الولايات المتحدة، هو ممثل أمريكي بدأ مسيرته الفنية سنة 1931. من أعماله ذا برات.

## روابط خارجية
- آلان دينهارت على موقع IMDb (الإنجليزية)
- آلان دينهارت على موقع ألو سيني (الفرنسية)
- آلان دينهارت على موقع أول موفي (الإنجليزية)
- آلان دينهارت على موقع قاعدة بيانات برودواي على الإنترنت (الإنجليزية)
- آلان دينهارت على موقع قاعدة بيانات برودواي على الإنترنت (الإنجليزية)
- آلان دينهارت على موقع قاعدة بيانات الأفلام السويدية (السويدية)
- آلان دينهارت على موقع إن إن دي بي (الإنجليزية)
- آلان دينهارت على موقع قاعدة بيانات الفيلم (الإنجليزية)
- آلان دينهارت على موقع كينوبويسك (الروسية)